# Colaxes
Genre
Colaxes est un genre d'araignées aranéomorphes de la famille des Salticidae.

## Distribution
Les espèces de ce genre se rencontrent au Sri Lanka, en Inde et en Chine.

## Liste des espèces
Selon World Spider Catalog (version 25.0, 24/03/2024) :
- Colaxes cibagou Wang, Mi & Li, 2024
- Colaxes horton Benjamin, 2004
- Colaxes nitidiventris Simon, 1900
- Colaxes sazailus Paul, Prajapati, Joseph & Sebastian, 2020
- Colaxes wanlessi Benjamin, 2004

## Systématique et taxinomie
Ce genre a été décrit par Simon en 1900 dans les Attidae.

## Publication originale
- Simon, 1900 : « Descriptions d'arachnides nouveaux de la famille des Attidae. » Annales de la Société Entomologique de Belgique, vol. 44, p. 381-407 (texte intégral).